# الخطيب البغدادي
أبو بكر أحمد بن علي بن ثابت المعروف بالخطيب البغدادي (24 جمادى الآخرة 392 هـ = 10 مايو 1002م - 463 هـ=1071م) مؤرخ عربي.

## مولده
ولد أحمد بن علي بن ثابت في قرية هَنِيقيا يوم الخميس الموافق 24 جمادى الآخرة 392 هـ.
ولعل هنيقيا قرب المدائن.
ونشأ في دَرْزِيجانَ، وهي قرية تقع جنوب غرب بغداد. كان أبوه خطيب وإمام دَرْزِيجانَ لمدة عشرين عاما.

## نشأته
اهتم أبوه به اهتماما كبيرا فكان شديد الحرص على إرساله لمن يعلمه القرآن والآداب المختلفة وعندما انتهى من تعلم مبادئ العلم في قريته صار يتردد على حلقات العلم في بغداد والتي كانت في ذلك الوقت منار العلم ومركزه في العالم الإسلامي. والتزم حلقة أبي الحسن بن رزقوية، وكان محدثا عظيما، وله حلقة في جامع المدينة ببغداد، وتردد على حلقة أبي بكر البرقاني، وكان مبرزًا في علم الحديث، فسمع منه وأجازه، واتصل بالفقيه الشافعي الكبير أبي حامد الإسفراييني، وتتلمذ على يديه.
بعد أن انتهى الخطيب البغدادي من التعلم في بغداد انتقل للبصرة وهو في العشرين من عمره والتقى بعلمائها الكبار وأخذ عنهم، ثم عاد إلى بغداد في السنة نفسها، وفي تلك الأثناء كان اسمه قد بدأ في الانتشار والشيوع، ثم عاود الرحلة بعد مضي ثلاث سنوات على رحلته الأولى، واتجه إلى نيسابور بمشورة شيخه أبي بكر البرقاني عام 415 هـ، وفي طريقه إليها مر بمدن كثيرة كانت من مراكز الثقافة وحواضر العلم، فنزل بها وأخذ عن شيوخها، حتى إذا استقر بنيسابور بدأ في الاتصال بعلمائها وشيوخها، فأخذ عن أبي حازم عمر بن أحمد العبدوي، وأبي سعيد بن محمد بن موسى بن الفضل بن ساذان، وأبي بكر أحمد بن الحسن الحرشي، وصاعد بن محمد الاستوائي وغيرهم، ثم عاد إلى بغداد.
وبعدها عاود الرحلة إلى أصبهان سنة (421 هـ=1030م)، واتصل بأبي نعيم الأصبهاني صاحب "حلية الأولياء"، فلازمه وروى عنه، كما روى عن عدد من العلماء والمحدثين، وأخذ عنهم رواياتهم، وكر راجعًا إلى بغداد، واستقر فيها مدة طويلة.
وتنقل بعدها بين دمشق وصور وبيت المقدس والعديد من مدن بلاد الشام. وبعد عودته من الشام إلى بغداد قام بالتدريس في حلقته بجامع المنصور، واجتمع حوله طلابه وأصحابه حتى توفي فيها عام 463 هـ.

## مؤلفاته
له مصنفات كثيرة تبلغ ستة وخمسين مصنفا، ومن أشهر مؤلفاته هي كتابه تاريخ بغداد الذي جمع فيه ترجمة العلماء الذين عاشوا فيها حتى أواسط القرن الخامس الهجري. قام العديد من الكتاب بعده باقتفاء أثره وتأليف كتب مشابهة لهذا الكتاب ككتاب تاريخ دمشق لابن عساكر وبغية الطلب في تاريخ حلب لابن العديم.
وقد ألَّف الخطيبُ في علوم الحديث ومن أشهرِ كُتبه في المصطلح كتابان؛ كتاب في قوانينِ الرواية، وهو كتاب "الكفاية في علم الرواية"، وهو من أنفع الكتب على الإطلاق؛ لأنه جاء بالمصطلح غضًا طريًا، وكتاب «الجامع لآداب الشيخ والسامع». كما ألف كتابا عن التطفيل سماه «التطفيل وحكايات الطفيليين ونوادرهم وأخبارهم». ومن كتبه «تلخيص المتشابه في الرَّسم وحماية ما أشكل منه عن بوادر التصحيف والوهم» جزآن، تحقيق سكينة الشهابي، صدر عن دار طلاس للدراسات والترجمة والنشر بدمشق، 1985.

## شيوخه
واشتهر الخطيب بكثرة مروياته وسعة علمه؛ فروى عنه كثيرون، بعضهم كان من شيوخه، مثل:
- أحمد بن محمد البرقاني.
- أبو القاسم الأزهري.
- أبو الحسن القزويني

وكذلك روى عنه بعض زملائه وأقرانه ومنهم:
- أبو إسحاق الشيرازي.
- الحافظ ابن ماكولا.
- أبو عبد الله الحميدي الأندلسي.

## مكانته
قال أبو الغنائم النرسي عنه: جبل لا يسأل عن مثله، ما رأينا مثله، وما سألته عن شيء فأجاب في الحال، إلا يرجع إلى كتابه.